# Gustav Czimeg

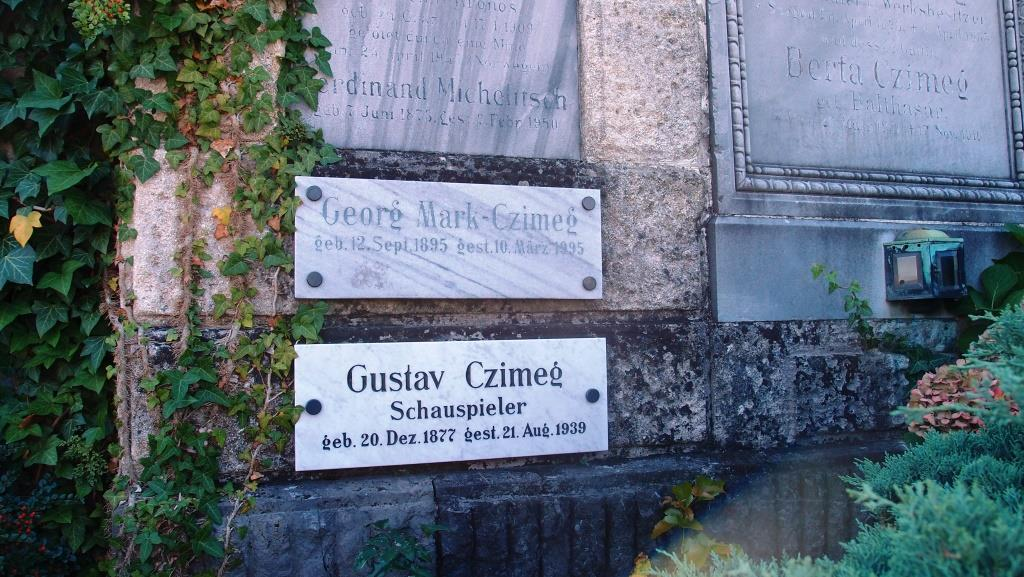
Grabstätte der Familie Czimeg auf dem Steinfeldfriedhof in Graz

Gustav Czimeg (* 20. Dezember 1877; † 21. August 1939 in Graz) war ein deutscher oder österreichischer Schauspieler bei Bühne und Stummfilm.

## Leben und Wirken
Czimeg hatte seit etwa der Jahrhundertwende Theater gespielt und bis zum Ersten Weltkrieg viele Jahre lang unter Alfred Reucker am Zürcher Stadttheater reüssiert. Unmittelbar vor Beginn der Weimarer Republik erfolgte die bedeutendste Phase in Czimegs künstlerischem Schaffen. Unter der Intendanz Max Reinhardts, der ihn im September 1918 an das Deutsche Theater geholt hatte, sah man ihn in einer Fülle von wichtigen und sehr unterschiedlichen Theaterrollen. So erhielt Gustav Czimeg so kraftvolle Rollen wie den Agamemnon in der Orestie, den Kaufmann von Venedig im gleichnamigen Shakespeare-Stück (an der Seite seines Schauspielschülers und Nachwuchsmimen Willy Fritsch) und den Idnibaal in Jaakobs Traum.
Zeitgleich trat Czimeg wie so viele andere Reinhardt-Darsteller jener Jahre auch häufig vor die Kamera. Seine wichtigste Rolle wurde 1919 der Herzog von Aiguillon in Ernst Lubitschs prachtentfaltender Madame-Dubarry-Verfilmung. Ansonsten deckte er die gesamte Palette kleiner bis mittelgroßer Rollen ab. Mal war Czimeg ein Erpresser (in Der Karneval der Toten), mal ein adeliger Herr (in Die goldene Krone) dann wieder ein Minister (in Prinzeßchen), ein Fabrikbesitzer (in Irrungen) und einmal sogar ein Cherusker-Fürst (in dem Monumentalgemälde Die Hermannschlacht). Noch in den 1920er Jahren übersiedelte Gustav Czimeg nach Graz und ließ sich dort nieder. Bis zu seinem Tod sollte das dortige Stadttheater/Schauspielhaus seine künstlerische Heimstatt werden.

## Filmografie
- 1919: Irrungen
- 1919: Madame Dubarry
- 1919: Arme Thea
- 1919: Die Rache des Titanen
- 1919: Der Karneval der Toten
- 1920: Der Henker von Sankt Marien
- 1920: Prinzeßchen
- 1920: Die Brüder Karamasoff
- 1920: Die goldene Krone
- 1921: Am Webstuhl der Zeit
- 1921: Die verbotene Frucht
- 1921: Nachtbesuch in der Northernbank
- 1924: Die Hermannschlacht
- 1926: Man spielt nicht mit der Liebe
- 1929: Das närrische Glück